# Colatina
Colatina är en stad och kommun i östra Brasilien och ligger vid floden Rio Doce, i delstaten Espírito Santo. Folkmängden i staden uppgick år 2010 till cirka 96 000 invånare.

## Administrativ indelning
Kommunen var år 2010 indelad i sex distrikt:
- Ângelo Frechiani
- Baunilha
- Boapaba
- Colatina
- Graça Aranha
- Itapina